# Kislaposnok

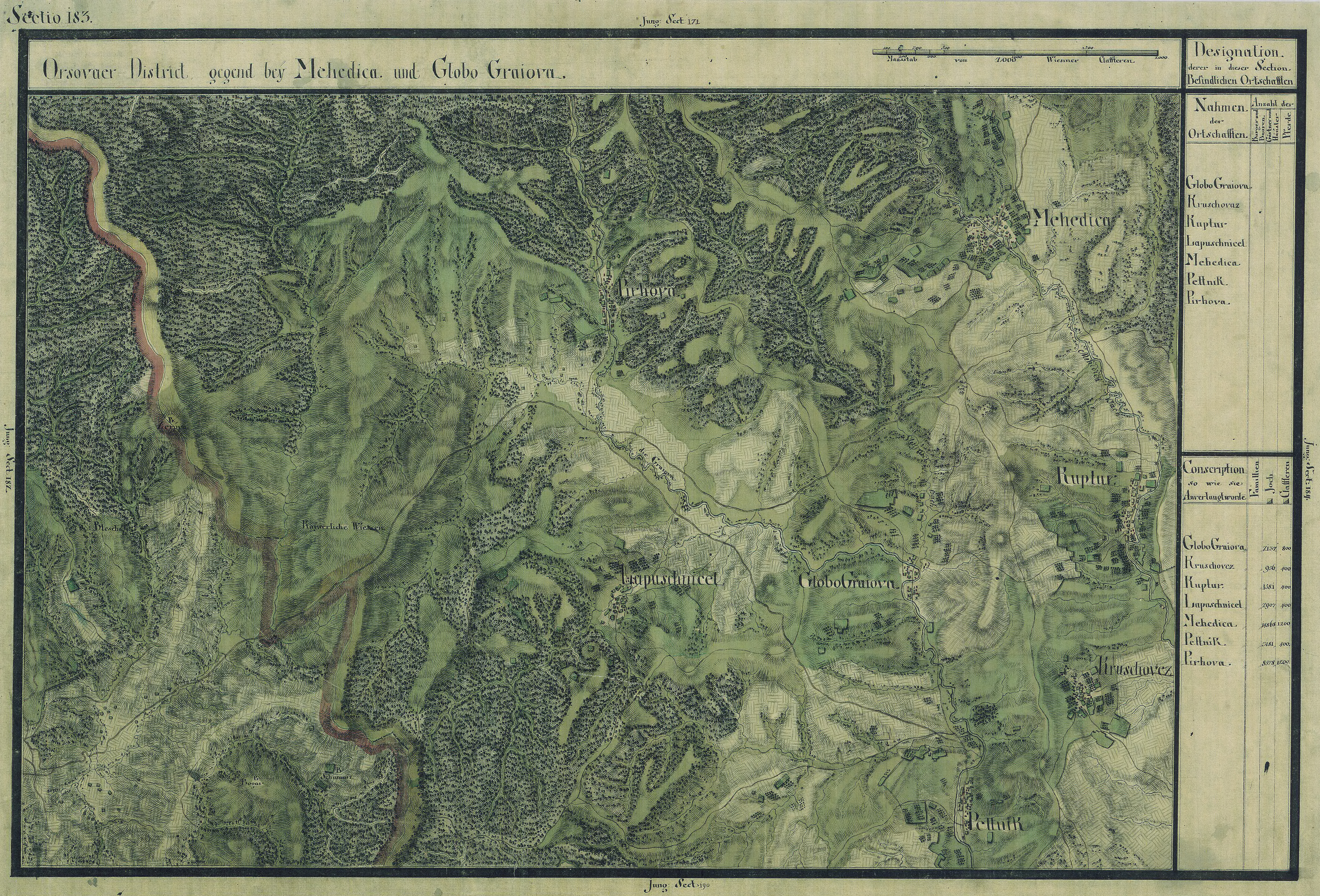
Kislaposnok egy régi térképen

Kislaposnok (Lăpușnicel), település Romániában, a Bánságban, Krassó-Szörény megyében.

## Fekvése
- Herkulesfürdőtől északnyugatra fekvő település

## Története
Kislaposnok nevét 1603-ban említette először oklevél Lapusnik, Lapusniczel néven. 1774-ben Lapusnicza, 1808-ban Lapuschnicsel, 1913-ban Kislaposnok néven írták.
Lapusniczel katonai határőrvidéki falu volt, mely az oláhbánsági végvidéki ezred petniki századához tartozott. A fennmaradt hagyományok szerint a falu eredetileg a Selistie nevű vidéken terült el. A török háborúk idejében lakosai többször is elmenekültek, a közeli erdőkben keresve menedéket. Visszatértükkor agyagból és fűzfavesszőkből épült házaikat mindannyiszor más helyre rakták, ezért a falu fekvése gyakran változott.
1910-ben 977 lakosából 954 román, 2 magyar volt. Ebből 975 görögkeleti ortodox volt.
A trianoni békeszerződés előtt Krassó-Szörény vármegye Bozovicsi járásához tartozott.

## Nevezetességek
- 2–3. századi római építmény a falutól északra 2 kilométerre, a Vineşti domb teraszán; a romániai műemlékek jegyzékében a CS-I-s-B-10847 sorszámon szerepel.[1]